# Карамышево (Касимовский район)
Карамышево (Воскресенское) (тат. Карамыш) — село в Касимовском районе Рязанской области, входит в состав Ахматовского сельского поселения.

## География
Село расположено в 4 км на юго-запад от центра поселения деревни Ахматово и в 9 км от райцентра города Касимов.

## История
Наименование получило от татарского слова «кара-мыш», что значит сторожевой пункт.
Деревянная церковь «Обновления храма Христа Бога нашего Воскресения», как видно из окладных Касимовских книг 1676 года, была первоначально построена не ранее первой четверти XVIII столетия по просбе князя Ильи Бехтемирева сына Маматова. В 1744 году Обновленская церковь была возоблена и в октябре того же года освящена. Кроме Обновленской церкви в Карамышеве находилась другая деревянная церковь за крестьянскими дворами, построенная помещиком князем Иваном Ильичем Маматовым. Дозволение на построение в Кармышеве, вместо обветшавшей деревянной каменной церкви, согласно просьбе помещика князя Стефана Ильича Маматова дано в марте 1773 года. В сентябре 1778 года подпоручик Василий Андреевич Тарбеев доносил, что строительство каменной церкви было окончено им. Грамота на освящение Обновленской церкви дана была, по просьбе того же Тарбеева, 4 сентября 1784 года. С 1876 года в Карамышеве существовало училище, помещавшееся первоначально в старом священническом доме. С 1876 года училище помещалось в каменном двухэтажном доме.
В конце XIX — начале XX века село относилось к Татарской волости Касимовского уезда Рязанской губернии. В 1859 году в селе числилось 32 двора.

## Усадьба Карамышево

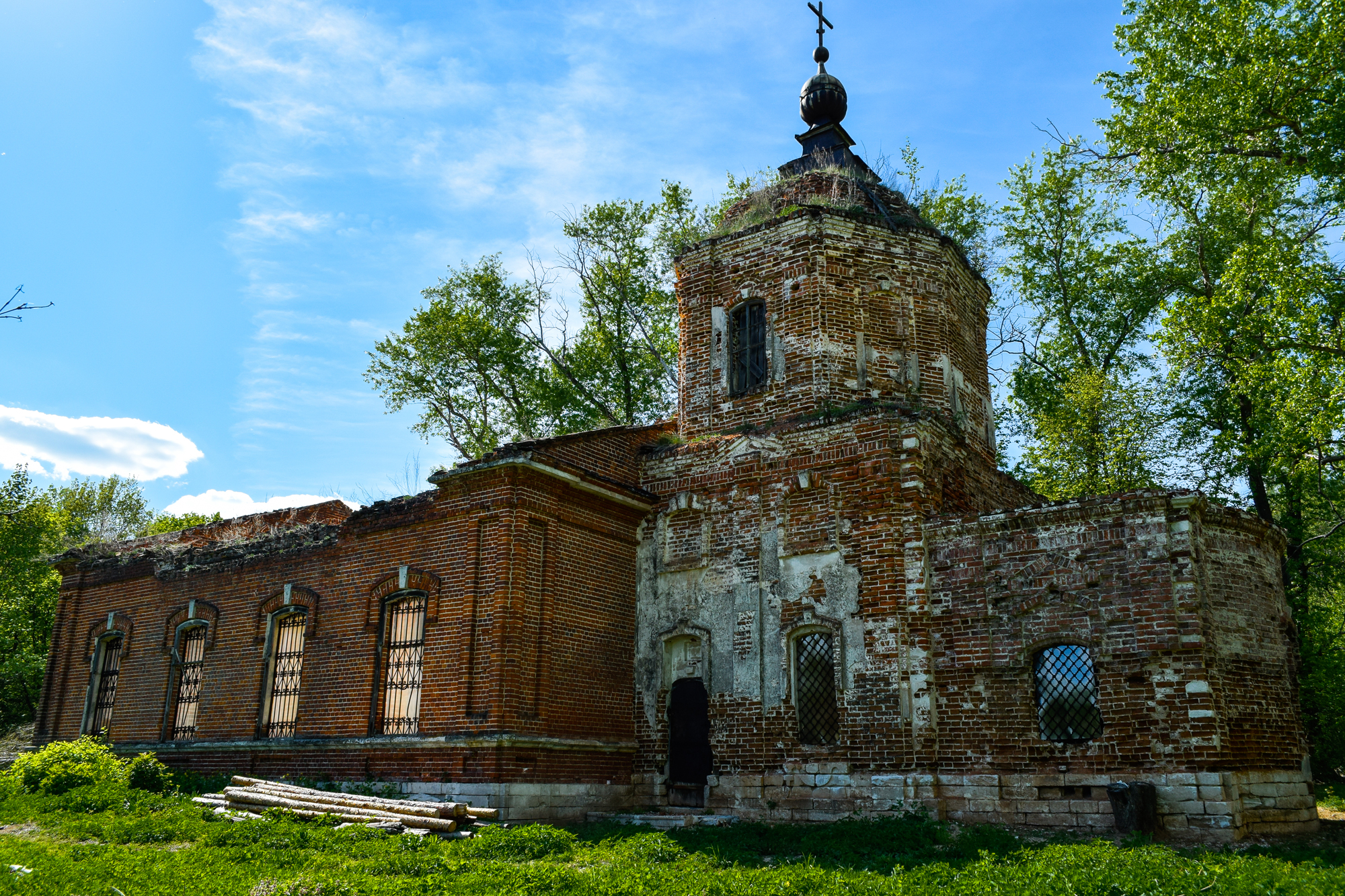
Церковь в селе Карамышево

Усадьба основана во второй половине XVIII века братьями шкипером князем С. И. Маматовым (ум. до 1778) и капитаном князем И. И. Маматовым (г/р 1698). Далее принадлежала сыну последнего ротмистру князю Д. И. Маматову (ум. до 1788) с женою княжной Е. В. Маматовой (г/р 1738). Затем их сыну капитану князю Н. Д. Маматову (1770—1834) с женою княжной Ф. Ф. Маматовой. В середине XIX века по родству село переходит прапорщице А.А. Тарбеевой и далее наследникам.
Князьям Маматовым принадлежала усадьба Лом.

## Население
| 1859 |
| ---- |
| 314  |

| 1859 | 1906 | 2010 |
| ---- | ---- | ---- |
| 314  | ↗347 | ↘2   |

## Достопримечательности
В селе находится недействующая церковь Воскресения Словущего (Обновления храма Воскресения Христова)